# Ausztrálázsia az olimpiai játékokon
Ausztrália és Új-Zéland 1908-ban és 1912-ben Ausztrálázsia néven közös csapattal szerepelt az olimpiai játékokon. Miután a játékok az első világháború után 1920-ban újraindultak, a két nemzet külön csapatokat küldött a játékokra, és azóta külön vesz részt.

## Érmesek
Ausztrálázsia csapata összesen 12 érmet nyert két olimpiája során, melyeken többnyire úszásban teljesítettek kimagaslóan. Egy új-zélandi sportoló szerzett érmet 1908-ban és kettő 1912-ben; a többit ausztrálok nyerték.
| Érem  | Név                                                          | Olimpia         | Sport     | Versenyszám                |
| ----- | ------------------------------------------------------------ | --------------- | --------- | -------------------------- |
| Arany | Válogatott                                                   | 1908. London    | Rögbi     | Férfi                      |
| Ezüst | Reginald Baker                                               | 1908. London    | Ökölvívás | Férfi középsúly            |
| Ezüst | Frank Beaurepaire                                            | 1908. London    | Úszás     | Férfi 400 m gyors          |
| Bronz | Harry Kerr                                                   | 1908. London    | Atlétika  | Férfi 3500 m gyaloglás     |
| Bronz | Frank Beaurepaire                                            | 1908. London    | Úszás     | Férfi 1500 m gyors         |
| Arany | Fanny Durack                                                 | 1912. Stockholm | Úszás     | Női 100 m gyors            |
| Arany | Cecil Healy Malcolm Champion Leslie Boardman Harold Hardwick | 1912. Stockholm | Úszás     | Férfi 4 × 200 m gyorsváltó |
| Ezüst | Cecil Healy                                                  | 1912. Stockholm | Úszás     | Férfi 100 m gyors          |
| Ezüst | Mina Wylie                                                   | 1912. Stockholm | Úszás     | Női 100 m gyors            |
| Bronz | Harold Hardwick                                              | 1912. Stockholm | Úszás     | Férfi 1500 m gyors         |
| Bronz | Harold Hardwick                                              | 1912. Stockholm | Úszás     | Férfi 400 m gyors          |
| Bronz | Tony Wilding                                                 | 1912. Stockholm | Tenisz    | Férfi beltéri              |

- Az 1908-as rögbicsapat: Phillip Carmichael, Charles Russell, Daniel Carroll, Jack Hickey, Frank Smith, Chris McKivat, Arthur McCabe, Thomas Griffen, Jumbo Barnett, Patrick McCue, Sydney Middleton, Tom Richards, Malcolm McArthur, Charles McMurtrie, Robert Craig

## Éremtáblázatok

### Érmek a nyári olimpiai játékokon
| Olimpia         | Arany | Ezüst | Bronz | Összesen |
| 1908, London    | 1     | 2     | 2     | 5        |
| 1912, Stockholm | 2     | 2     | 3     | 7        |
| Összesen        | 3     | 4     | 5     | 12       |

## Érmek sportáganként

### Érmek a nyári olimpiai játékokon sportáganként
| Ausztrálázsia érmei a nyári olimpiai játékokon sportáganként | Ausztrálázsia érmei a nyári olimpiai játékokon sportáganként | Ausztrálázsia érmei a nyári olimpiai játékokon sportáganként | Ausztrálázsia érmei a nyári olimpiai játékokon sportáganként | Az olimpiai zászlaja |

| Sportág   | Arany | Ezüst | Bronz | Összesen |
| --------- | ----- | ----- | ----- | -------- |
| Úszás     | 2     | 3     | 3     | 8        |
| Rögbi     | 1     | 0     | 0     | 1        |
| Ökölvívás | 0     | 1     | 0     | 1        |
| Atlétika  | 0     | 0     | 1     | 1        |
| Tenisz    | 0     | 0     | 1     | 1        |
| Összesen  | 3     | 4     | 5     | 12       |